# Атлети Ацури д'Италија (Горица)
Атлети Ацури д'Италија је насеље у Италији у округу Горица, региону Фурланија-Јулијска крајина.
Према процени из 2011. у насељу је живело 16 становника. Насеље се налази на надморској висини од 39 м.